# Кролевець Сергій Павлович
Кролевець Сергій Павлович (* 10 квітня 1954, Київ) — український реставратор, музейний діяч, голова Всеукраїнської асоціації музеїв.
1976 — закінчив Ленінградський інженерно-будівельний інститут.
1976–1979 — працював у Ленінграді (Всесоюзний науково-дослідний інститут професійно-технічної освіти; Головленінградстрой).
1979 — переїхав до Києва.
1980–1986 — працював у Спеціальній науково-реставраційній виробничій майстерні Українського товариства охорони пам'яток (потім Міністерства культури УРСР).
1987–1992 — працював у Державному історико-архітектурному заповіднику «Стародавній Київ» (завідувач відділу, заступник директора, директор).
1992–1995 — очолював власну реставраційну фірму «Джерело-Д».
1995–2010 — генеральний директор Національного Києво-Печерського історико-культурного заповідника.
2011—2012 — генеральний директор Музею історії міста Києва.
2012—2015 — директор Музею історичної культурної спадщини «ПлаТар».
Член правління Всеукраїнського фонду відтворення видатних пам'яток історико-архітектурної спадщини ім. Олеся Гончара.
У лютому 2010 призупинив членство в Українському комітеті ІКОМОС, пояснивши це «незгодою з корумпованістю комітету».
Заслужений працівник культури України.
Одружений. Має двох доньок та сина.